# Tanzânia nos Jogos Olímpicos de Verão de 1992
A Tanzânia competiu nos Jogos Olímpicos de Verão de 1992, em Barcelona, Espanha.

## Resultados por Evento

### Atletismo
5.000m masculino
- Andrew Sambu
  - Eliminatória — 13:36.99
  - Final — 13:37.20 (→ 10º lugar)

Maratona masculina
- Juma Ikangaa — 2:19.34 (→ 34º lugar)
- John Burra — não terminou (→ sem classificação)
- Simon Robert Naali — não terminou (→ sem classificação)

### Boxe
Peso Mosca (– 51 kg)
- Benjamin Mwangata

Peso Leve (– 60 kg)
- Rashi Ali Hadj Matumla

Peso Médio-ligeiro (– 71 kg)
- Joseph Marwa

Peso Médio (– 75 kg)
- Makoye Isangula

Peso Meio-pesado (– 81 kg)
- Paulo Mwaselle